# Bolboceras birmanicus
Bolboceras birmanicus är en skalbaggsart som beskrevs av Lansberge 1885. Bolboceras birmanicus ingår i släktet Bolboceras och familjen Bolboceratidae. Inga underarter finns listade.